# Aljaž Casar
Aljaž Casar, slovenski nogometaš, * 17. september 2000, Murska Sobota.
Casar je profesionalni nogometaš, ki igra na položaju vezista. Od leta 2022 je član nemškega kluba Hallescher FC. Ped tem je igral za slovenska kluba Rakičan in Odranci, avstrijski SC Rheindorf Altach in nemški TSG 1899 Hoffenheim II. Leta 2021 je odigral šest tekem za  slovensko reprezentanco do 21 let.